# KVK Torhout
Maillots
Dernière mise à jour : 27 septembre 2011.
Le Koninklijke Voetbal Klub Torhout était un club belge de football qui était localisé à Thourout en Flandre occidentale.
Porteur du "matricule 110", ce club jouait en Vert et Blanc. Il a évolué pendant 16 saisons en séries nationales, toutes en Promotion (IV).
En fin de saison 1991-1992, il fusionna avec son vieux rival local du K. SK Torhout (matricule 822) pour former Torhout 1992 KM. Le club fusionné a conservé le matricule du "SK", mais joue sur le terrain de l’ancien "KVK".

## Repères historiques
- 1920 : fondation du FOOTBALL CLUB TORHOUTOIS
- 1920 : affiliation à l'Union Belge des Sociétés de Football Association (URBSFA) du FOOTBALL CLUB TORHOUTOIS le 09/11/1920 avec la dénomination officielle VOETBALCLUB THOUROUT.
- 1926 : 02/09/1926, fondation de SPORTKRING THOUROUT. Le club s'affilie à l'URBSFA le 12/11/1926.
- 1926 : décembre, publication de la première liste des numéros matricule. VOETBALCLUB THOUROUT reçoit le matricule 110, SPORTKRING TOURHOUT reçoit le numéro matricule 822.
- 1929 : 24/10/1929, VOETBALCLUB THOUROUT (110) change sa dénomination en FOOTBALL CLUB THOUROUT (110).
- 1951 : 13/04/1951, reconnu "Société Royale", le FOOTBALL CLUB THOUROUT (110) change sa dénomination en KONINKLIJKE FOOTBALL CLUB TORHOUT (110) le 13/06/1951.
- 1952 : 13/05/1952, reconnu "Société Royale", le SPORTKRING THOUROUT (822) change sa dénomination en KONINKLIJKE SPORTKRING TORHOUT (822) le 06/08/1952.
- 1973 : 07/07/1973, KONINKLIJKE FOOTBALL CLUB TORHOUT (110) change sa dénomination en KONINKLIJKE VOETBALKLUB TORHOUT (110).
- 1992 : 01/07/1992, fusion de KONINKLIJKE VOETBALKLUB TORHOUT (110) et KONINKLIJKE SPORTKRING TORHOUT (822) pour former TORHOUT 1992 (Koninklijke Maatschappij) (822).

(Il est parfois signalé "1992" comme date de fondation de TORHOUT 1992 KM (822); cette assertion est inexacte : en effet, selon les règlements fédéraux, un club nouvellement fondé doit entamer sa carrière sportive "au bas de l'échelle" à savoir ici en 1992 la 4e division provinciale de West-Vlaanderen; ce ne fut pas le cas. De plus, le club n'aurait pu utiliser la qualification "koninklijke maatschappij" sans autorisation du Cabinet du Roi et sans existence ininterrompue depuis au moins cinquante ans)

## Le Club
Le club est fondé dans le courant de l'année 1920 sous l'appellation de FC Thourhout. Le 9 août 1920, il s'affilia à l'URBSFA sous la dénomination de VC Thourhout. En décembre 1926, lors de la publication de la première liste de numéros matricule, le club se voit attribuer le matricule 110. En 1929, le cercle change sa dénomination et devient le FC Thourhout.
Jusqu'en 1951, le club joue au "Paardemarkt", un site où se trouve l'actuel parking de la piscine communale. Il déménage alors vers un lieu appelé "De Velodroom". Il s'agit d'un stade aménagé autour d'une piste cycliste construite au début du siècle. Durant la Seconde Guerre mondiale, l'occupant allemand fait du site un lieu de stockage et démolit la piste. L'endroit reste cependant appelé "De Velodroom".
En 1969, le K. FC Torhout accède pour la première fois de son Histoire aux séries nationales. Il y passe cinq saisons. En 1973, le cercle change son appellation et devient le K. VK Torhout. SAns relation de cause à effet, il est relégué en fin de saison.
Le matricule 110 revient directement et passe trois nouvelles saisons en Promotion. Relégué en 1978, le club remonte en 1980, mais ne peut se maintenir.
En 1985, le K. VK Torhout retrouve la Nationale. Il y est rejoint deux ans plus tard par son rival local du K. SK Torhout. En 1988, le "KVK" obtient son meilleur résultat en Promotion en se classant 3e.
En 1992, le K. VK Torhout termine 15e et est relégué. Finissant un rang au-dessus, le "KSK" doit aussi de descendre. Une fusion est alors discutée et acceptée. Le matricule 110 disparaît car le club fusionné, baptisée Torhout 1992 KM conserve le matricule 822 du "SK". Le club formé évolue au "Velodroom", donc dans les installations du désormais ex-KVK. La buvette principale du stade est renommée "Club 110". Torhout 1992, formé par la fusion a comme couleurs officielles "Vert-Noir-Blanc", mais l'équipe "Premières" évolue le plus souvent en Vert et Blanc, soit les anciennes couleurs du K. VK Torhout.

## Classements en séries nationales
- Statistisques mises à jour au terme de la saison

### Bilan
| Niv | Divisions     | Jouées | Titres | TM Up | TM Down |
| --- | ------------- | ------ | ------ | ----- | ------- |
| I   | 1re nationale | 0      | 0      |       |         |
| II  | 2e nationale  | 0      | 0      |       |         |
| III | 3e nationale  | 0      | 0      |       |         |
| IV  | 4e nationale  | 16     | 0      |       |         |
|     |               |        |        |       |         |
|     | TOTAUX        | 16     | 0      | 2     |         |

- TM Up= test-match pour départager des égalités, ou toutes formes de Barrages ou de Tour final pour une montée éventuelle.
- TM Down= test-match pour départager des égalités, ou toutes formes de Barrages ou de Tour final pour le maintien.

### Saisons
| Ordre | Saison  | Nom du club               | Niveau                     | Classement final | Remarques           |
| ----- | ------- | ------------------------- | -------------------------- | ---------------- | ------------------- |
| 1     | 1969-70 | K. FC Torhout             | Promotion série C          | 10e/16           |                     |
| 2     | 1970-71 | K. FC Torhout             | Promotion série D          | 8e/16            |                     |
| 3     | 1971-72 | K. FC Torhout             | Promotion série D          | 6e/16            |                     |
| 4     | 1972-73 | K. FC Torhout             | Promotion série B          | 8e/16            |                     |
| 5     | 1973-74 | K. VK Torhout             | Promotion série C          | 14e/16           | Relégué !           |
|       |         |                           |                            |                  | séries provinciales |
| 6     | 1975-76 | K. VK Torhout             | Promotion série A          | 7e/16            |                     |
| 7     | 1976-77 | K. VK Torhout             | Promotion série A          | 8e/16            |                     |
| 8     | 1977-78 | K. VK Torhout             | Promotion série C          | 15e/16           | Relégué !           |
|       |         |                           |                            |                  | séries provinciales |
| 9     | 1980-81 | K. VK Torhout             | Promotion série A          | 15e/16           | Relégué !           |
| 10    | 1985-86 | K. VK Torhout             | Promotion série A          | 7e/16            |                     |
| 11    | 1986-87 | K. VK Torhout             | Promotion série A          | 12e/16           |                     |
| 12    | 1987-88 | K. VK Torhout             | Promotion série A          | 3e/16            |                     |
| 13    | 1988-89 | K. VK Torhout             | Promotion série A          | 9e/16            |                     |
| 14    | 1989-90 | K. VK Torhout             | Promotion série A          | 13e/16           |                     |
| 15    | 1990-91 | K. VK Torhout             | Promotion série A          | 12e/16           |                     |
| 16    | 1991-92 | K. VK Torhout             | Promotion série A          | 15e/16           | Relégué !           |
|       | 1992    | fusion avec K. SK Torhout | Le matricule 110 disparaît |                  |                     |

### Sources et liens externes
- Dictionnaire des clubs affiliés à l'URBSFA
- (nl) Site officiel du KM Torhout